# Chí Tôn Phái
Chí Tôn Phái là một băng nhóm Hàn Quốc. Băng này được thành lập năm 1993 bởi Kim Ki-hwan, trước đó từng bị kết án, sáu người khác từng ngồi tù và những công nhân thất nghiệp, tất cả cùng bất mãn với giới nhà giàu. "Chí Tôn" là tên được đặt cho nhóm bởi các công tố viên tham gia vào vụ việc — họ Kim ban đầu lấy tên nhóm là Mascan, được cho là một từ tiếng Hy Lạp mang nghĩa "tham vọng" (dù không tìm được bất kỳ từ tiếng Hy Lạp nào có ý nghĩa và phát âm tương đương).

## Hoạt động tội phạm
Họ Kim ra lệnh cho các thành viên băng đảng mình bắt cóc những người giàu có để tống tiền gia đình họ. Nỗi căm ghét người giàu khiến nhóm này giết một cách có hệ thống một số khách hàng chi tiêu bạo tay nhất tại một trong những cửa hàng bách hóa cao cấp nhất ở Seoul. Sáu thành viên bị kết án giết năm người năm 1994, chôn một số xác trên sườn đồi hẻo lánh và đốt số còn lại trong một cái lò được lắp đặt đặc biệt để hỏa thiêu phi tang xác chết trong hầm nơi trú ẩn của chúng.

## Hành vi bạo lực
Một thành viên thừa nhận đã chặt cơ thể những nạn nhân và ăn thịt họ, nói rằng làm như vậy để lấy thêm can đảm và để từ bỏ tính người. Băng đảng này, được khích lệ bởi hàng loạt vụ bắt cóc và giết người thành công, quyết định sẽ cần có cách thức hiệu quả hơn để lựa ra những nạn nhân giàu có. Chúng đã mua được danh sách thông tin từ cửa hàng bách hóa Hyundai cao cấp của Seoul, qua một công nhân cũng có thái độ bất bình. Danh sách bao gồm tên 1.200 khách hàng hào phóng nhất của cửa hàng, những người chi trả bằng thẻ tín dụng. Dựa vào đây chúng chọn những nạn nhân tiếp theo của mình.

## Kết án tử hình
Vào ngày 1 tháng 11 năm 1994, Chí Tôn Phái bị kết án tử hình vì giết năm người. Sau khi lĩnh án, không kẻ nào bày tỏ ăn năn. Một tên nói với các phóng viên truyền hình trước khi bị xét xử rằng điều duy nhất hắn hối tiếc là đã không giết nhiều những đứa trẻ nhà giàu hơn.